# Бабефіт
Бабефі́т (рос. бабеффит; англ. babefphite; нім. Babefphit) — мінерал, водний фосфат берилію і барію.

## Загальний опис
Склад BaBe[F|PO4].
Містить (%): BeO — 11,63; BaO — 56,3; P2O5 — 26,55; F — 7,27; Н2О+ — 0,64.
Домішки: Fe2O3.
Сингонія тетрагональна. Зустрічається у вигляді зерен ізометричної сплющеної форми.
Густина 4,31.
Колір білий.
Блиск скляний до жирного. Прозорий.

## Поклади
Встановлений у елювіальних відкладах флюоритового родовища у Сибіру.